# Cladiella dollfusi
Cladiella dollfusi is een zachte koraalsoort uit de familie Alcyoniidae. De koraalsoort komt uit het geslacht Cladiella. Cladiella dollfusi werd in 1943 voor het eerst wetenschappelijk beschreven door Tixier-Durivault. 